# Skálavík
Skálavík est une commune et un village des îles Féroé située sur la côte est de l'île Sandoy. Son église en pierre a été construite en 1891. Heðin Brú (1901-1987) et Kristian Osvald Viderø (1906-1988) sont deux écrivains nés à Skálavík.

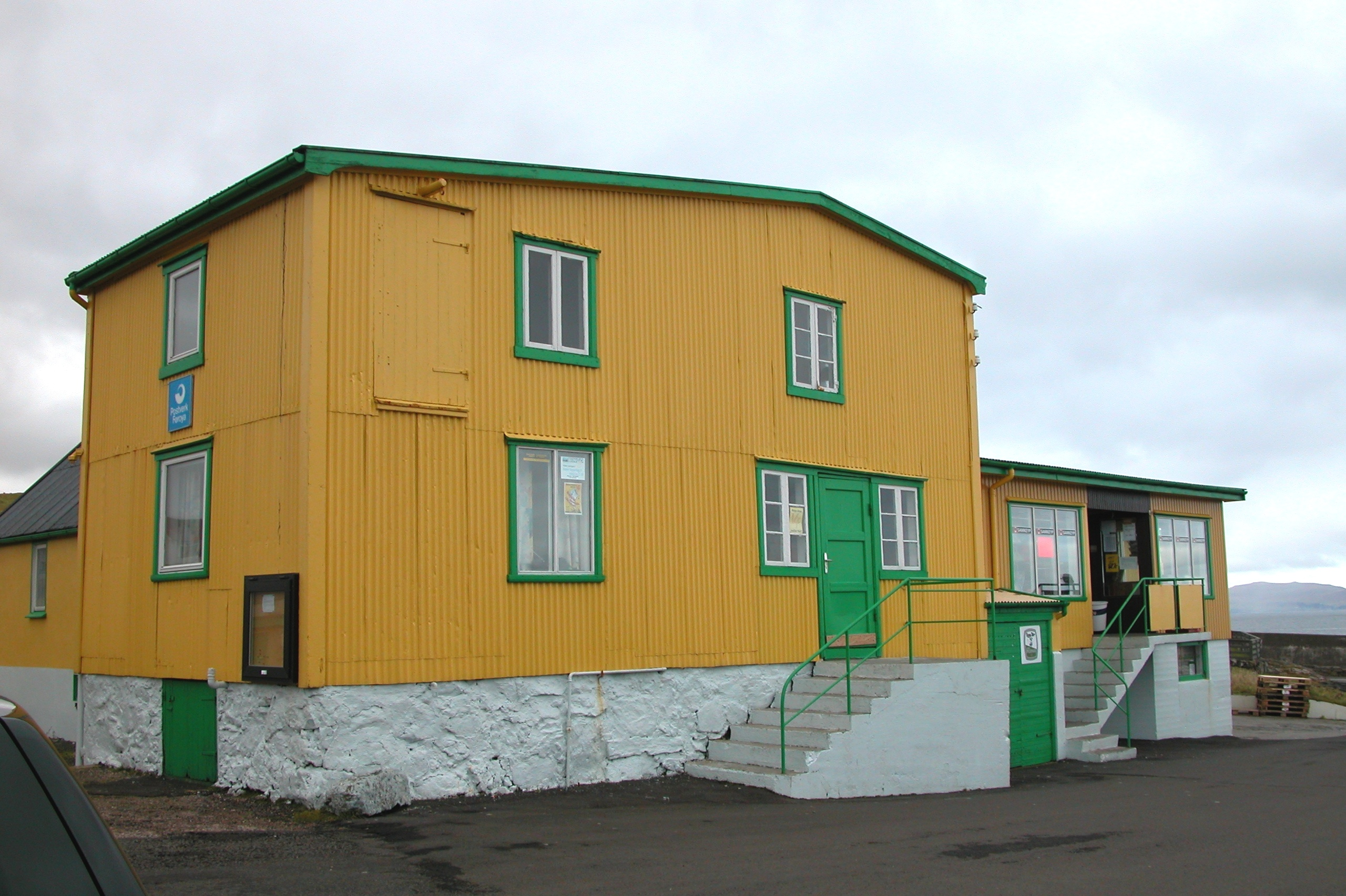
Bureau de poste à Skálavík

À la fin du mois de janvier 2008, le village a été frappé par un fort ouragan. Le port a été détruit, ainsi que de nombreux bateaux et maisons. Les dégâts ont été d'une si grande ampleur que l'aide d'urgence a été fournie par l'Islande.

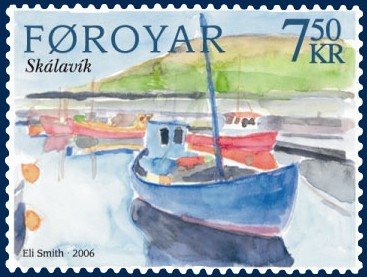
Timbre représentant le port de Skálavík